# Otterstorpasjön
Otterstorpasjön är en sjö i Tidaholms kommun i Västergötland som ingår i Göta älvs huvudavrinningsområde. Sjöns area är 0,032 kvadratkilometer och den befinner sig 201,9 meter över havet. Otterstorpasjön befinner sig i skogsbygd. Två kilometer nordväst om sjön ligger småorten Folkabo. Nordöst om sjön finns ett sommarstugeområde och sjöns östra strand har en badplats med pontonbryggor.